# Jadą wozy z cegłą
Jadą wozy z cegłą – powieść Heleny Boguszewskiej i Jerzego Kornackiego wydana w 1935.
Powieść dedykowana była Émile'owi Zoli, twórcy naturalizmu. Książka, mająca cechy reportażu literackiego, oparta jest na materiałach zbieranych przez autorów wśród mieszkańców przedmieść Warszawy. Głównym bohaterem powieści jest rodzina Wietrakowskich oraz ich sąsiedzi. Ich życie codzienne opisywane jest językiem z elementami gwary warszawskiej. Na drugim planie pojawiają się też problemy walki robotników o swoje prawa. Powieść stanowi przykład realizacji programu literackiego, postulowanego przez Zespół Literacki Przedmieście.